# Kdo si ti? Zvezde pod masko
Kdo si ti? Zvezde pod masko je slovenska različica romunskega šova Scena misterelor (angl. Mysteries in the Spotlight), ki jo je razvila Antena TV Group. Predvajana je na Planet TV, kjer so šov prevzeli preko madžarske različice Nicsak, ki vagyok? in ga tudi snemali v Budimpešti. Vodi jo Klemen Slakonja. Režiser: Nejc Levstik
V oddaji s pevskimi točkami nastopajo zamaskirani znani Slovenci in Slovenke, dve zvezdniški ekipi pa ugibata, kdo se pod masko skriva. Pri tem so jima v pomoč različni namigi. Vsak teden ekipa, ki pravilno ugane več nastopajočih, osvoji denarno nagrado, ki gre v dobrodelne namene (1000 €; teh tisoč evrov se v primeru izenačenja razpolovi in obe ekipi prejmeta 500 €).
V vsaki ("četrtfinalni") oddaji nastopijo štiri maske. Po prvem nastopu je identiteta enega izmed nastopajočih razkrita, ostali pa se predstavijo z novo točko. Enako je tudi po drugem krogu nastopov. Tri maske so tako razkrite, ena pa ostane neodkrita in se uvrsti v polfinale.
Namigi:
- namigi v predstavitvenem videu
- dodatni namigi iz kapsule
- brisanje napačnih imen
- slika, ki prikazuje, s katerim žirantom je maska najbolj povezana in kako
- zastavljanje vprašanj duetnim partnerjem
- črke v imenu

Prva sezona je trajala od 14. februarja do 28. marca 2021. Prva in finalna oddaja sta bili na sporedu na nedeljo in predvajani v enem kosu, ostale tedne pa je bila oddaja na sporedu v dveh delih, v petek in v nedeljo (vsega skupaj torej 7 tednov in 12 oddaj). Oddajo so snemali v studiu v Budimpešti, v katerem sta bili posneti dve sezoni madžarske različice šova Nicsak, ki vagyok? (TV2), tako da so lahko uporabili že obstoječo scenografijo in kostumografijo, pa tudi ostalo ekipo (od približno 200 ljudi, ki so sodelovali pri oddaji, jih je bilo le okoli 60 Slovencev). Režiserja sta bila Nejc Levstik in András Lakatos, uredniki Maruša Penzeš, Dare Hriberšek, Aleksandra Blagojević, Attila Kirády in Anita Korn, izvršna producenta Melinda Rebrek in Ferenc Jobban, odgovorni urednik pa je bil Pavel Stantchev.
Voditelj je bil Klemen Slakonja, zvezdniški ekipi pa sta bili:
| Legende                                                         | Triglav                                                    |
| --------------------------------------------------------------- | ---------------------------------------------------------- |
| - Mimi Inhof - Saša Lendero - Milan Gačanovič – Gacho (kapetan) | - Zvezdana Mlakar (kapetanka) - Miha Hercog - Jasna Kuljaj |

Končni zmagovalci so bili Legende.

## Maske
| # | Maska           | Identiteta           | Opis                              | Rezultat                      |
| - | --------------- | -------------------- | --------------------------------- | ----------------------------- |
| 1 | Panda           | Dejan Krajnc         | pevec                             | Razkrit zadnji                |
| 1 | Koruza          | Eva Boto             | pevka                             | Razkrita predzadnja           |
| 1 | Lev             | Alenka Tetičkovič    | igralka                           | Razkrita v 2. krogu finala    |
| 1 | Lipicanec       | Chorchyp             | pevec, športnik (borilne veščine) | Razkrit v 1. krogu finala     |
| 2 | Pajkovka        | Aleksandra Ilijevski | pevka                             | Razkrita v 2. krogu polfinala |
| 2 | Nuna            | Maja Založnik        | pevka                             | Razkrita v 1. krogu polfinala |
| 3 | Pirat           | Uroš Smolej          | igralec                           | Razkrit v 3. krogu 5. tedna   |
| 3 | Žaba            | Matjaž Jelen         | pevec                             | Razkrit v 2. krogu 5. tedna   |
| 3 | Čuk             | Jure Košir           | nekdanji smučar                   | Razkrit v 1. krogu 5. tedna   |
| 4 | Mucica          | Tinkara Fortuna      | pevka                             | Razkrita v 3. krogu 4. tedna  |
| 4 | Tiger           | Damjan Murko         | pevec, medijska osebnost          | Razkrit v 2. krogu 4. tedna   |
| 4 | Miška           | Irena Vrčkovnik      | pevka                             | Razkrita v 1. krogu 4. tedna  |
| 5 | Morski konjiček | Neisha               | pevka                             | Razkrita v 3. krogu 3. tedna  |
| 5 | Modra pošast    | Emkej                | raper                             | Razkrit v 2. krogu 3. tedna   |
| 5 | Črni vran       | Rok Ferengja         | pevec                             | Razkrit v 1. krogu 3. tedna   |
| 6 | Slika           | Valentina Plaskan    | igralka, voditeljica              | Razkrita v 3. krogu 2. tedna  |
| 6 | Babuška         | Matjaž Javšnik       | igralec                           | Razkrit v 2. krogu 2. tedna   |
| 6 | Labod           | Alya                 | pevka                             | Razkrita v 1. krogu 2. tedna  |
| 7 | Čebela          | Sanja Grohar         | manekenka, pevka                  | Razkrita v 3. krogu 1. tedna  |
| 7 | Kralj           | Jernej Tozon         | pevec                             | Razkrit v 2. krogu 1. tedna   |
| 7 | Roža            | Raiven               | pevka                             | Razkrita v 1. krogu 1. tedna  |

## Oddaje

### 1. teden
- 14. februar 2021[6]
- Po koncu prve oddaje sta bili sodniški ekipi izenačeni (2 : 2) in obe sta osvojili (polovično) denarno nagrado.

| #       | Maska  | Pesem                                                       | Ugibanje | Ugibanje | Identiteta   | Rezultat  |
| #       | Maska  | Pesem                                                       | Legende  | Triglav  | Identiteta   | Rezultat  |
| ------- | ------ | ----------------------------------------------------------- | -------- | -------- | ------------ | --------- |
| 1. krog |        |                                                             |          |          |              |           |
| 1.      | Čebela | "Chandelier" (Sia)                                          |          |          | —            | 2. krog   |
| 2.      | Kralj  | "The Lion Sleeps Tonight" (The Tokens)                      |          |          | —            | 2. krog   |
| 3.      | Koruza | "Dance Monkey" (Tones and I)                                |          |          | —            | 2. krog   |
| 4.      | Roža   | "Il dolce suono" & "The Diva Dance" (iz filma Peti element) | ✔        | ✔        | Raiven       | Izpadla   |
| 2. krog |        |                                                             |          |          |              |           |
| 5.      | Kralj  | "The Most Beautiful Girl in the World" (Prince)             | ✘        | ✔        | Jernej Tozon | Izpadel   |
| 6.      | Koruza | "Hello" (Adele)                                             |          |          | —            | 3. krog   |
| 7.      | Čebela | "Ritual" (Tiësto, Jonas Blue & Rita Ora)                    |          |          | —            | 3. krog   |
| 3. krog |        |                                                             |          |          |              |           |
| 8.      | Čebela | "Love You Like a Love Song" (Selena Gomez & the Scene)      | ✔        | ✘        | Sanja Grohar | Izpadla   |
| 9.      | Koruza | "Crazy" (Gnarls Barkley)                                    |          |          | —            | Polfinale |

### 2. teden
- 19. in 21. februar 2021[7][8][9]
- Od drugega tedna naprej so bile oddaje razdeljene na dva dela: prvi je bil predvajan v petek (1. krog nastopov in razkritje ene maske), drugi pa v nedeljo (ostalo).
- Denarno nagrado so osvojili Triglav.
- Po drugem tednu je bil rezultat 3 : 2 za Triglav.

| #       | Maska   | Pesem                                                       | Ugibanje | Ugibanje | Identiteta        | Rezultat  |
| #       | Maska   | Pesem                                                       | Legende  | Triglav  | Identiteta        | Rezultat  |
| ------- | ------- | ----------------------------------------------------------- | -------- | -------- | ----------------- | --------- |
| 1. krog |         |                                                             |          |          |                   |           |
| 1.      | Labod   | "Stupid Love" (Lady Gaga)                                   | ✘        | ✘        | Alya              | Izpadla   |
| 2.      | Panda   | "Ko si na tleh" (Pop Design)                                |          |          | —                 | 2. krog   |
| 3.      | Slika   | "Sympathique (Je ne veux pas travailler)" (Pink Martini)    |          |          | —                 | 2. krog   |
| 4.      | Babuška | "Baby Shark" (otroška)                                      |          |          | —                 | 2. krog   |
| 2. krog |         |                                                             |          |          |                   |           |
| 5.      | Panda   | "Sweet Child o' Mine" (Guns N' Roses)                       |          |          | —                 | 3. krog   |
| 6.      | Babuška | "Bit" (Zmelkoow)                                            | ✘        | ✔        | Matjaž Javšnik    | Izpadel   |
| 7.      | Slika   | "Sweet Dreams (Are Made of This)" (Marilyn Manson)          |          |          | —                 | 3. krog   |
| 3. krog |         |                                                             |          |          |                   |           |
| 8.      | Slika   | "You Shook Me All Night Long" (AC/DC)                       | ✘        | ✘        | Valentina Plaskan | Izpadla   |
| 9.      | Panda   | "Đurđevdan je, a ja nisam s onom koju volim" (Bijelo dugme) |          |          | —                 | Polfinale |

### 3. teden
- 26. in 28. februar 2021[10][11][12]
- Tretji teden sta obe ekipi pravilno ugotovili identiteto dveh mask, zato sta obe osvojili (polovično) denarno nagrado.
- Skupni rezultat je bil 5 : 4 za Triglav.

| #       | Maska           | Pesem                                                | Ugibanje | Ugibanje | Identiteta   | Rezultat  |
| #       | Maska           | Pesem                                                | Legende  | Triglav  | Identiteta   | Rezultat  |
| ------- | --------------- | ---------------------------------------------------- | -------- | -------- | ------------ | --------- |
| 1. krog |                 |                                                      |          |          |              |           |
| 1.      | Morski konjiček | "Roar" (Katy Perry)                                  |          |          | —            | 2. krog   |
| 2.      | Črni vran       | "Largo al factotum" (iz opere Seviljski brivec)      | ✔        | ✔        | Rok Ferengja | Izpadel   |
| 3.      | Modra pošast    | "bad guy" (Billie Eilish)                            |          |          | —            | 2. krog   |
| 4.      | Nuna            | "Together Again" (Janet Jackson)                     |          |          | —            | 2. krog   |
| 2. krog |                 |                                                      |          |          |              |           |
| 5.      | Nuna            | "Caruso" (Lucio Dalla)                               |          |          | —            | 3. krog   |
| 6.      | Morski konjiček | "Kiss" (Prince)                                      |          |          | —            | 3. krog   |
| 7.      | Modra pošast    | "Rock Me Amadeus" (Falco)                            | ✘        | ✘        | Emkej        | Izpadel   |
| 3. krog |                 |                                                      |          |          |              |           |
| 8.      | Nuna            | "Zombie" (The Cranberries)                           |          |          | —            | Polfinale |
| 9.      | Morski konjiček | "(I Can't Get No) Satisfaction" (The Rolling Stones) | ✔        | ✔        | Neisha       | Izpadla   |

### 4. teden
- 5. in 7. marec 2021[13][14][15]
- Četrti teden so bili pri ugibanju zopet boljši Triglav (2 : 1), skupni rezultat pa je bil 7 : 5 za Triglav.

| #       | Maska     | Pesem                                                  | Ugibanje | Ugibanje | Identiteta      | Rezultat  |
| #       | Maska     | Pesem                                                  | Legende  | Triglav  | Identiteta      | Rezultat  |
| ------- | --------- | ------------------------------------------------------ | -------- | -------- | --------------- | --------- |
| 1. krog |           |                                                        |          |          |                 |           |
| 1.      | Mucica    | "Whataya Want from Me" (Adam Lambert)                  |          |          | —               | 2. krog   |
| 2.      | Tiger     | "Moja mama je strela" (Sokoli)                         |          |          | —               | 2. krog   |
| 3.      | Lipicanec | "U Can't Touch This" (MC Hammer)                       |          |          | —               | 2. krog   |
| 4.      | Miška     | "Mercy" (Duffy)                                        | ✘        | ✘        | Irena Vrčkovnik | Izpadla   |
| 2. krog |           |                                                        |          |          |                 |           |
| 5.      | Tiger     | "Sirni & mesni" (Ali En)                               | ✔        | ✔        | Damjan Murko    | Izpadel   |
| 6.      | Mucica    | "Happy" (Pharell Williams)                             |          |          | —               | 3. krog   |
| 7.      | Lipicanec | "Jackie Chan" (Tiësto & Dzeko ft. Preme & Post Malone) |          |          | —               | 3. krog   |
| 3. krog |           |                                                        |          |          |                 |           |
| 8.      | Mucica    | "Heal the World" (Michael Jackson)                     | ✘        | ✔        | Tinkara Fortuna | Izpadla   |
| 9.      | Lipicanec | "Born in the U.S.A." (Bruce Springsteen)               |          |          | —               | Polfinale |

### 5. teden
- 12. in 14. marec 2021[16][17][18]
- Peti teden sta obe ekipi pravilno ugotovili identiteto dveh mask, zato sta obe osvojili (polovično) denarno nagrado.
- Po petem tednu je bil rezultat 9 : 7 za Triglav.

| #       | Maska    | Pesem                                        | Ugibanje | Ugibanje | Identiteta   | Rezultat  |
| #       | Maska    | Pesem                                        | Legende  | Triglav  | Identiteta   | Rezultat  |
| ------- | -------- | -------------------------------------------- | -------- | -------- | ------------ | --------- |
| 1. krog |          |                                              |          |          |              |           |
| 1.      | Žaba     | "Du hast" (Rammstein)                        |          |          | —            | 2. krog   |
| 2.      | Pirat    | "Şımarık" (Tarkan)                           |          |          | —            | 2. krog   |
| 3.      | Pajkovka | "Toxic" (Britney Spears)                     |          |          | —            | 2. krog   |
| 4.      | Čuk      | "Jailhouse Rock" (Elvis Presley)             | ✔        | ✔        | Jure Košir   | Izpadel   |
| 2. krog |          |                                              |          |          |              |           |
| 5.      | Pajkovka | "Jump" (Kris Kross)                          |          |          | —            | 3. krog   |
| 6.      | Žaba     | "Can't Stop the Feeling" (Justin Timberlake) | ✔        | ✘        | Matjaž Jelen | Izpadel   |
| 7.      | Pirat    | "Stayin' Alive" (Bee Gees)                   |          |          | —            | 3. krog   |
| 3. krog |          |                                              |          |          |              |           |
| 8.      | Pajkovka | "Cuban Pete" (Jim Carrey)                    |          |          | —            | Polfinale |
| 9.      | Pirat    | "I Want It That Way" (Backstreet Boys)       | ✘        | ✔        | Uroš Smolej  | Izpadel   |

### 6. teden – polfinale
- 19. in 21. marec 2021[19][20][21][22]
- V polfinalu je ugibanje potekalo nekoliko drugače: ekipi sta morali podati odgovor še pred namigom. Po namigu sta se lahko odločili, da ostaneta pri prvotnem odgovoru ali pa da odgovor spremenita. Če se je za pravilnega izkazal prvotni odgovor, so dobili 2 točki, če so ga spremenili, pa samo eno.
- Po prvem krogu nastopov (petek) so odkrili eno masko, po drugem (nedelja) pa še eno. Ostale tri so se uvrstile v finale.
- Saša Lendero in Miha Hercog sta se v nedeljskem delu polfinala zaročila.
- Pri ugibanju so bile boljše Legende (4 : 2), skupni rezultat po koncu polfinala pa je bil 11 : 11.

| #       | Maska     | Pesem                                                        | Ugibanje | Ugibanje | Identiteta           | Rezultat |
| #       | Maska     | Pesem                                                        | Legende  | Triglav  | Identiteta           | Rezultat |
| ------- | --------- | ------------------------------------------------------------ | -------- | -------- | -------------------- | -------- |
| 1. krog |           |                                                              |          |          |                      |          |
| 1.      | Panda     | "Enter Sandman" (Metallica)                                  |          |          | —                    | 2. krog  |
| 2.      | Koruza    | "Cotton Eye Joe" (Rednex)                                    |          |          | —                    | 2. krog  |
| 3.      | Pajkovka  | "Can't Feel My Face" (The Weeknd)                            |          |          | —                    | 2. krog  |
| 4.      | Nuna      | "99 Luftballons" (Nena)                                      | ✔        | ✘        | Maja Založnik        | Izpadla  |
| 5.      | Lipicanec | "Tubthumping (I Get Knocked Down)" (Chumbawamba)             |          |          | —                    | 2. krog  |
| 2. krog |           |                                                              |          |          |                      |          |
| 6.      | Pajkovka  | "Kiss from a Rose" (Seal)                                    | ✔        | ✔        | Aleksandra Ilijevski | Izpadla  |
| 7.      | Koruza    | "Ne grem na kolena" (Saša Lendero)                           |          |          | —                    | Finale   |
| 8.      | Panda     | "What a Wonderful World" & "Hello, Dolly!" (Louis Armstrong) |          |          | —                    | Finale   |
| 9.      | Lipicanec | "Bella ciao" (italijanska partizanska)                       |          |          | —                    | Finale   |

### 7. teden – finale
- 28. marec 2021[23]
- V 1. krogu so maske nastopile v duetu z že razkritimi maskami.
- Lipicanec (Chorchyp) je bil tik pred snemanjem finalne oddaje pozitiven na testiranju na koronavirus, zato v njej ni nastopil. Na odru je nastopila samo njegova duetna partnerica Alya (Labod), za njegov del pa so predvajali studijski posnetek, ki je bil posnet nekaj dni prej.
- V 1. krogu je bil avtomatsko razkrit Lipicanec, in sicer na daljavo preko videopovezave.
- V 2. krogu je nastopila povsem nova maska, Lev, ki je bila v istem krogu tudi avtomatsko razkrita.
- Na koncu sta ostala samo še Panda in Koruza, najprej je bila razkrita Koruza, čisto zadnji pa Panda.
- V 2. in 3. krogu je ugibanje potekalo v dveh stopnjah, kot v polfinalu (dvojne točke za nespremenjeni pravilni odgovor pred namigom).
- V finalni oddaji so bili boljši Legende (7 : 4) in postali končni zmagovalci (18 : 15).

| #       | Maska                 | Pesem                                                    | Ugibanje | Ugibanje | Identiteta        | Rezultat            |
| #       | Maska                 | Pesem                                                    | Legende  | Triglav  | Identiteta        | Rezultat            |
| ------- | --------------------- | -------------------------------------------------------- | -------- | -------- | ----------------- | ------------------- |
| 1. krog |                       |                                                          |          |          |                   |                     |
| 1.      | Koruza & Morda pošast | "Barbie Girl" (Aqua)                                     |          |          | —                 | 2. krog             |
| 2.      | Panda & Žaba          | "Macarena" (Los del Río)                                 |          |          | —                 | 2. krog             |
| 3.      | Lipicanec & Labod     | "Komar" (Čuki & Pika Božič)                              | ✔        | ✔        | Chorchyp          | Izpadel             |
| 2. krog |                       |                                                          |          |          |                   |                     |
| 4.      | Lev                   | "Fireball" (Pitbull ft. John Ryan)                       | ✔        | ✘        | Alenka Tetičkovič | Izpadla             |
| 5.      | Panda                 | "The Phantom of the Opera" (iz muzikala Fantom iz opere) |          |          | —                 | 3. krog             |
| 6.      | Koruza                | "Single Ladies (Put a Ring on It)" (Beyoncé)             |          |          | —                 | 3. krog             |
| 3. krog |                       |                                                          |          |          |                   |                     |
| 7.      | Panda                 | "Gangnam Style" (Psy)                                    | ✔        | ✔        | Dejan Krajnc      | Razkrit zadnji      |
| 8.      | Koruza                | "Wannabe" (Spice Girls)                                  | ✔        | ✔        | Eva Boto          | Razkrita predzadnja |

## Tedenski rezultati ekip
| #  | Tedenski rezultat | Tedenski rezultat | Denarna nagrada | Denarna nagrada | Skupni rezultat | Skupni rezultat |
| #  | L                 | T                 | L               | T               | L               | T               |
| -- | ----------------- | ----------------- | --------------- | --------------- | --------------- | --------------- |
| 1. | 2                 | 2                 | 500             | 500             | 2               | 2               |
| 2. | 0                 | 1                 |                 | 1000            | 2               | 3               |
| 3. | 2                 | 2                 | 500             | 500             | 4               | 5               |
| 4. | 1                 | 2                 |                 | 1000            | 5               | 7               |
| 5. | 2                 | 2                 | 500             | 500             | 7               | 9               |
| 6. | 4                 | 2                 | 1000            |                 | 11              | 11              |
| 7. | 7                 | 4                 | 1000            |                 | 18              | 15              |

Ekipa Legende je denar zbirala za Krizni center za otroke Palčica, ekipa Triglav pa za Škofijski Karitas Celje, za deklico Lino.